# Nihel Landolsi
Nihel Landolsi, née le 1er juillet 1995, est une judokate tunisienne.

## Carrière
Nihel Landolsi évolue dans la catégorie des moins de 70 kg. Elle est médaillée de bronze aux championnats d'Afrique de judo en 2017 à Antananarivo et en 2018 à Tunis. Elle remporte l'or en 2019 au Cap.
Elle est également médaillée de bronze aux Jeux africains de 2015 à Brazzaville et médaillée d'argent aux Jeux africains de 2019 à Rabat.
Elle est médaillée d'or aux championnats d'Afrique 2021 à Dakar.
Elle participe aux Jeux olympiques de 2020 à Tokyo.
Elle est médaillée d'or aux championnats d'Afrique 2022 à Oran puis médaillée d'argent aux Jeux méditerranéens de 2022.
En 2023, elle est médaillée de bronze dans la catégorie des moins de 70 kg aux championnats d'Afrique à Casablanca et médaillée d'or dans la catégorie des moins de 70 kg aux Jeux panarabes de 2023.